# 奧列霍沃-祖耶沃
55°49′N 38°59′E / 55.817°N 38.983°E
奧列霍沃-祖耶沃，是俄羅斯莫斯科州的一個城市，位於莫斯科以東。2002年人口122,248人。
1917年由奧列霍沃、祖耶沃等三條村落合併而成。

## 友好城市
- 拉脫維亞馬多納
- 白俄羅斯新波洛茨克
- 特雷比涅
- 德国波茨坦